# Hischam Bastawisi

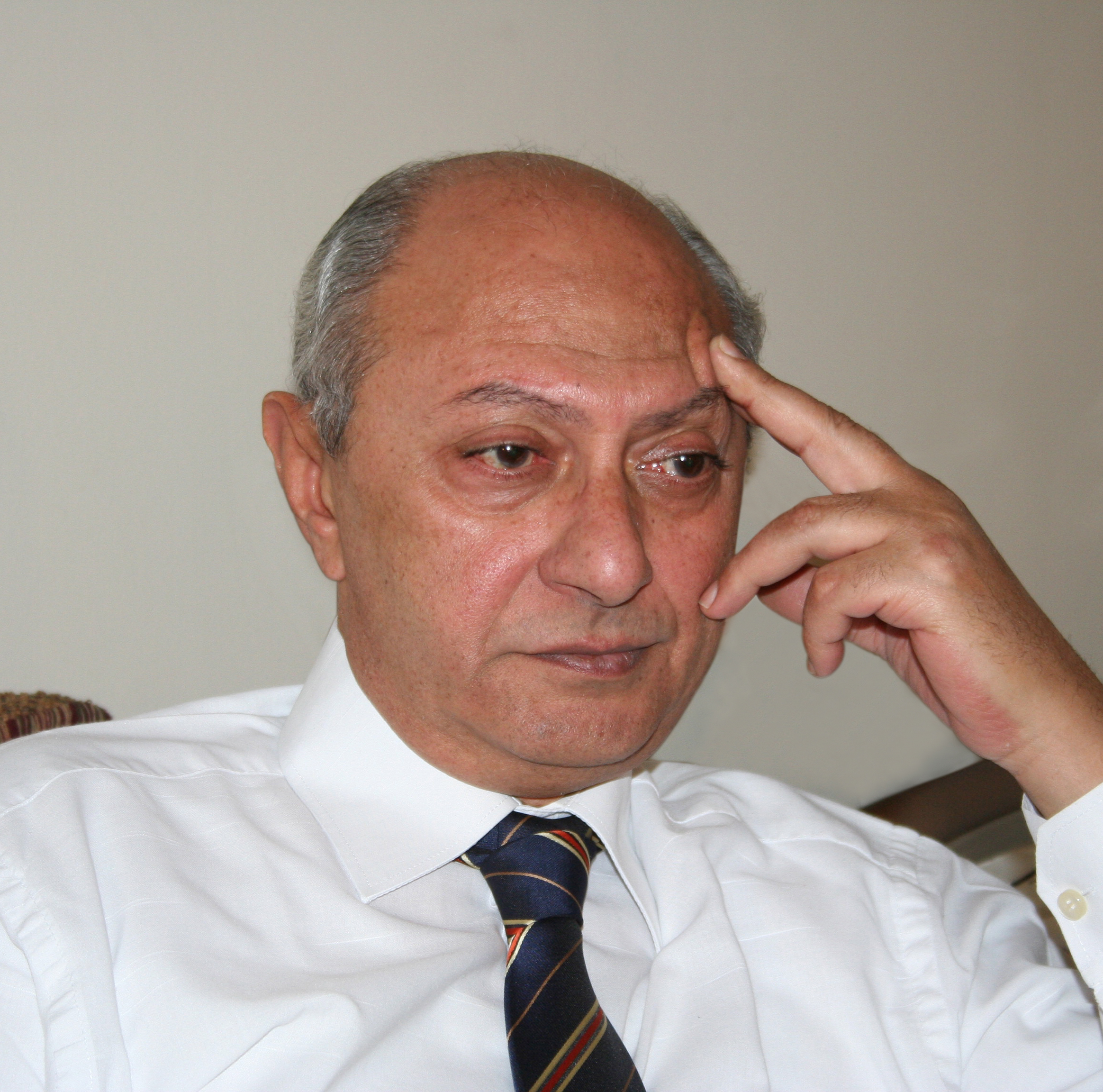
Hischam Bastawisi 2011

Hischam Mohamed Osman Bastawisi (arabisch هشام البسطويسي, DMG Hišām al-Basṭawīsī; * 23. Mai 1951 in Kairo, Königreich Ägypten; † 17. April 2021) war ein ägyptischer Richter und der Vizepräsident des Ägyptischen Kassationsgerichtshofs. 
Er studierte an der Universität Kairo. Bastawisi war einer der Oppositionsführer vor und während der Revolution in Ägypten 2011. Er trat als Kandidat der Tagammu-Partei bei den ägyptischen Präsidentschaftswahlen von 2012 an, erhielt allerdings lediglich 29.189 Stimmen und somit einen Wähleranteil von 0,13 %.
Er war mit Olfat Salah verheiratet.